# Know Your Meme
Know Your Meme (zu Deutsch: Kenne dein Meme) ist eine englischsprachige Website, welche Internetphänomene wie Memes, virale Medieninhalte und andere Besonderheiten der Netz- und Popkultur sammelt.
Sie basiert auf einer Wiki-Software, die es Nutzern ermöglicht, kollaborativ eigene Einträge zu erstellen und an bereits vorhandenen mitzuwirken. Zurzeit enthält die Seite über 18.000 eingetragene Seiten, von denen über 4.000 bestätigt wurden. Die Seite hat einen globalen Alexa-Internet-Rang von 891. Die Seite enthält über 9 Millionen Schlüsselwörter und wurde über 65 Millionen Mal verlinkt.

## Inhalt

### Seitenaufbau
Die Seite erklärt in jeweiligen Einträgen bestimmte Phänomene der Netzkultur. Dafür wird auf die Bedeutung, den Ursprung, Abwandlungen, Entwicklung und die Verbreitung des jeweiligen Phänomens eingegangen und dies gegebenenfalls durch entsprechende Beispiele veranschaulicht.
Unterhalb der Seite werden ähnliche Einträge vorgeschlagen. Zum Zeigen des historischen Verlaufs kann ein Graph von Google Trends eingebettet werden. Die Seite führt ebenfalls ein Forum, eine Nachrichtenseite, ein Imageboard, einen Blog, einen Podcast sowie einen Onlineshop.

### Einordnung der Inhalte
Über diese Einordnung entscheiden die Administratoren der Seite. Jede einzelne Seite wird in eine von vier Gruppen eingeteilt:
- Bestätigter Inhalt: Die Seite wurde von den Administratoren der Seite geprüft.
- Noch nicht geprüfter Inhalt: Die Seite wurde von den Administratoren der Seite noch nicht geprüft.
- Zurückgewiesener bzw. nicht relevanter oder noch nicht ausreichend belegbarer Inhalt: Das Thema ist nicht weit genug verbreitet oder dokumentierbar und wurde deswegen als Deadpool gekennzeichnet.
- Noch ausbaufähiger Inhalt: Die Seite ist noch verbesserungswürdig und wichtige Informationen fehlen.

Thematisch werden die Inhalte den Hauptkategorien Kultur, Events, Memes, Personen, Webseiten und Subkultur zugeordnet. Zudem lassen sich neue, alte, stark diskutierte und populäre Einträge herausfiltern und weitere Filter- und Sortierfunktionen verwenden. Einige Inhalte werden als Not Safe For Work (kurz: NSFW) gekennzeichnet.

### Webserie
Neben der Seite werden auch einzelne Memes in einer Webserie vorgestellt. In wenigen Minuten beschreibt das Team einzelne Memes und die Geschichte hinter ihnen. Zur Beschreibung der Inhalte werden Fotos eingeblendet. Die erste Folge startete am 17. Dezember 2007 und führte zu neun weiteren Folgen im Jahr 2007. Von dort an erschienen jedes Jahr eine neue Staffel mit neuen Memes.

## Geschichte

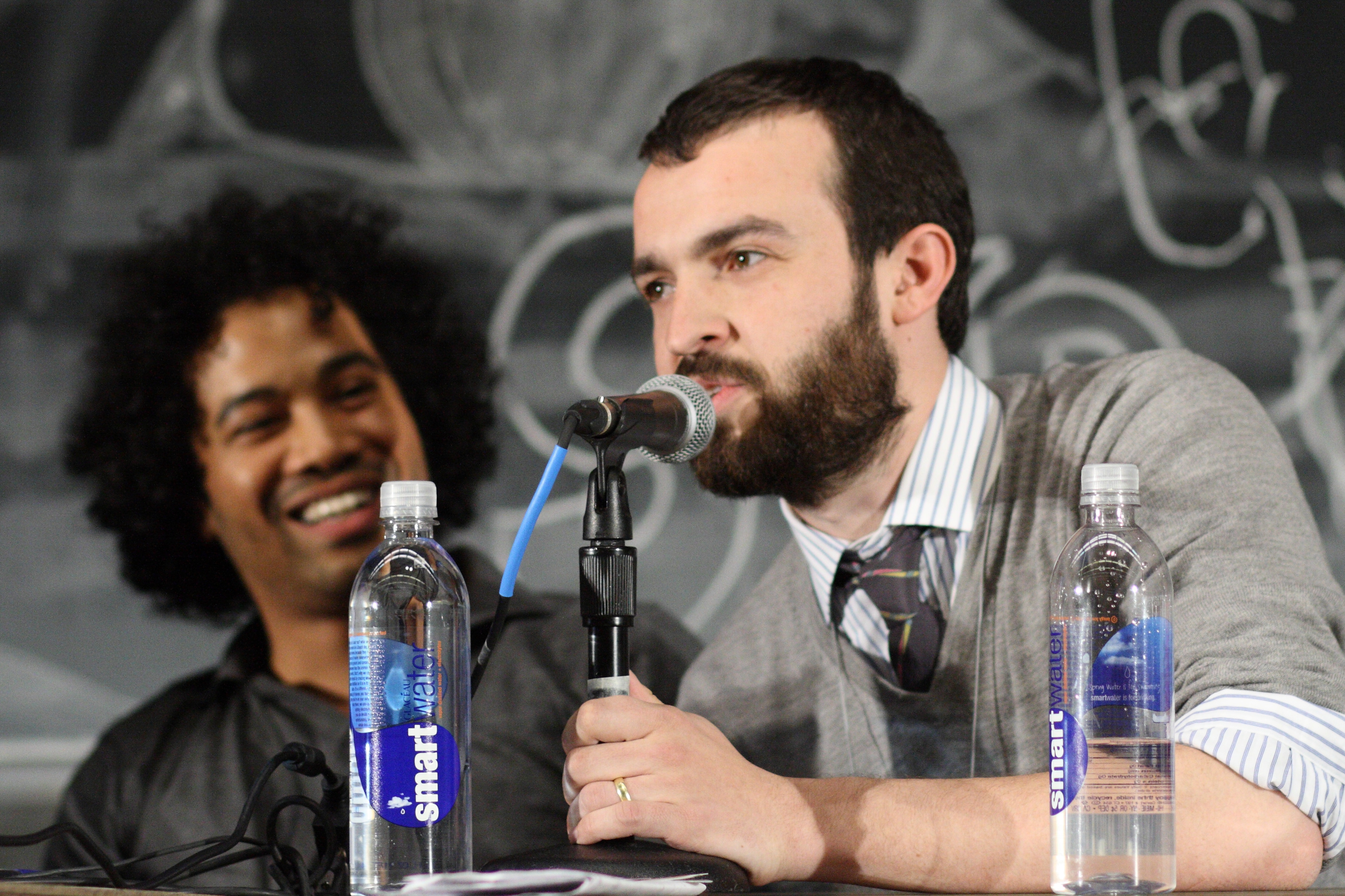
Jamie Wilkinson und Kenyatta Cheese auf der ROFLCon II

Das Projekt Know Your Meme startete im September 2007 als ein wiederkehrendes Segment innerhalb der Rocketboom-Videoserie und eine Wiki-Zielseite zur Unterstützung der Dokumentation von Internetmemes wurde eingerichtet.
Die damaligen Moderatoren waren Joanne Colan, Kenyatta Cheese, Elspeth Rountree und Andrew Baron, welche sich als Meme-Experten ausgaben und in der Show populärwissenschaftlich aktuelle und beliebte Internetmemes analysierten. Jeder mit einem Account konnte die Website nutzen, um die „Meme-Forschung“ zu unterstützen und mitzurecherchieren.
Ende 2008, nachdem die Seite über ein Jahr gewachsen ist, veröffentlichte Rocketboom eine erweiterte Datenbank mit Jamie Wilkinson als leitenden Entwickler. So wurde die Seite mit der Zeit von einem ursprünglich journalistischen Projekt zu einer Online-Enzyklopädie bzw. Datenbank auf der Basis eines Wiki-Systems über die Netzkultur.
Die Website von Know Your Meme und die Webserie wurden im März 2011 von Cheezburger Network für einen nicht genannten siebenstelligen Betrag erworben.

## Außenwahrnehmung

### Auszeichnungen
Im August 2009 wurde die Seite vom Time-Magazine als einer der 50 besten Websites von 2009 ausgezeichnet. Im Dezember wurde sie von The Winnipeg Free Press als die beste Website von 2009 ausgezeichnet. Für den Auftritt des Musikers Weird Al Yankovic gewann die Webserie den Streamy Award in der Kategorie für den besten Gastauftritt eines Prominenten in einer Webserie.
Im Mai 2012 hat die Seite den Webby Award in der Kategorie Blogger-Kultur gewonnen.

### Öffentliche Äußerungen und Kritiken
Brad Kim von Know Your Meme verglich den Prozess des Dokumentierens gegenüber dem Technik-Magazin The Verge mit „einem Spiegel, der der Kultur des Internets vorgehalten“ werde. Dabei kümmere man sich aber nicht zunehmend um die Wahrheit, stattdessen werde der Fokus auf die Erzählung und den Mythos des Phänomens gelegt. Teilweise würden dabei einzelne Sachverhalte zu ausführlich beschrieben oder bewegten sich vom Hauptthema weg. Jedoch trage es dazu bei, einem die oft nicht leicht verständliche Sprache und Kultur des Internets möglichst einfach näherzubringen und sich im Gegensatz zu anderen Seiten mehr mit der Popkultur und dem Zeitgeist als mit dem bloßen Inhalt auseinanderzusetzen.